# 1305
Năm 1305 là một năm trong lịch Julius.